# 羅伯·摩斯
罗伯特·摩西（英語：Robert Moses，或譯罗伯·摩斯、罗伯特·摩西斯等，1888年12月18日—1981年7月29日），康乃狄克州人，是20世紀紐約和其市郊的都市計畫師。1927年至1929年時曾任紐約州的州務卿。

## 早期经历
1888年，罗伯特·摩西生于康涅狄格州纽黑文市的德裔犹太人家庭，在三个孩子中排行老二。他的父亲是一位成功的商人，兼营百货商店和房地产。
1907年，因为父亲变卖了纽黑文的房产和百货店，来到了纽约，摩斯一家便来到了纽约市定居。
摩斯先后在耶鲁大学和牛津大学接受教育。 1914年，在完成了哥伦比亚大学的政治学博士学位后，他便进入政坛，提倡政治改革。当时摩斯是一个坚定的理想主义者，他不仅提出了几个使纽约摆脱赞助雇佣政策的计划，而且在1919年率先提出了重组纽约州政府的倡议书的。不久之后，摩斯的聪明才智引起了政客的注意，并逐渐受到重用。
摩斯掌权后与史密斯开动了纽约州政府的全面整合。这项工作摩斯做起来显得得心应手，他因为起草法案的技巧而闻名，被称为 “奥尔巴尼（Albany）最好的法案起草人”。
摩斯的出现让坦幕尼协会的气氛焕然一新，他甚至被人们看成政府的拯救者。

## 设计理念

### 交通畅达
摩斯纽约市城市规划的关键就是通过道路、桥梁，把纽约与周围其他地区（包括长岛）紧密联系起来，这样不仅方便纽约居民出城，也为乘车上班族和游客提供了极大便利，彰显了区域城市核心的重要作用。20世纪中期，摩斯建立了由景观高速路连接的纽约州公园大道系统。风景优美的道路使得人们往返于家庭和公园之间的整个旅程变得轻松愉快，也为他们提供了重要的休憩场所。然而，对车辆的速度和交通顺畅的过分强调也使他忽视了行人的感受以及大眾運輸的价值；他提倡建设越来越多的道路，以缓解车辆持续增多带来的交通堵塞问题，并且宣称“交通创造了城市，城市也为了交通而存在”，道路建设因此成为他所有工程中最饱受争议的部分。

### 宜居城市
摩斯设想中的纽约城不仅仅是工作所在地或者景点，他想把它变成吸引人们居住的地方。想方设法为纽约居民提供更多的娱乐场所。相较于纽约中央公园和展望公园的设计者弗雷德里克·劳·奥姆斯特德一贯热衷于运用原始的自然景观供人们放松的风格，摩斯显然更提倡用体育运动等活动量大的娱乐项目带给人们欢乐。此外，他设计了规模庞大的公园（如曼哈顿下东城区的东河公园）以期服务更多的受众。为此，他扩展了纽约的海岸线为新建公园提供用地。

## 成就
罗伯特·摩西一生建造了250万英亩的国家公园，416英里的公园大道，12座桥梁，2座大坝，568个操场，还有许多重要的公共建筑。所有的花费共计27亿美元，使得至少2500万的人因此搬迁。他还为除了纽约外的7个城市乃至全国的城市建筑工程提供咨询。

### 娱乐设施
1930年代，摩斯主持修建了大量的沙滩、池塘、操场、公园和高速公路，这也是美国城市化历史上公共空间最非同寻常、最迅速的扩张。十年间，摩斯将纽约被人忽视的海滨用白沙滩修饰一新，在五个区里建造了几百个操场，将整个纽约城用宏伟的大桥和景观公园大道连为一体。为了给纽约居民提供娱乐场所，他在担任纽约州立公园管理处主席的26年间，修建了几百家公园，将城市公园占地从14,000提高至34,673英亩，并且新建了660个运动场。
他曾这样总结他的城市愿景：“我们的口号应该是：我们发现我们的城市是个钢筋水泥的森林，拥挤不堪、交通不便，我们让它接触到光和空气，为它增添了绿色的公园和操场上的笑声，建造出宽阔的公园的大道和高速公路，使城市和乡村连为一体。”

### 道路
1930年代，汽车行业的发展代表社会的进步而非环境污染，伴随城市化的进程，这一观点被包括摩斯在内的人们普遍接受。在摩斯职业生涯初期，他建设了大量公园大道，从开始的通往娱乐场所的功能逐渐扩展到了日常交通。到了1950年代，联邦政府将资金的90%用于建设州际高速公路，并且设置了新的公路标准：车道要加宽，以适应车辆的高速、大量及商业用途。摩斯参与了这次高速公路扩建工程。早先风景带来的愉悦一去不返了，道路和娱乐的联合也随之消失。

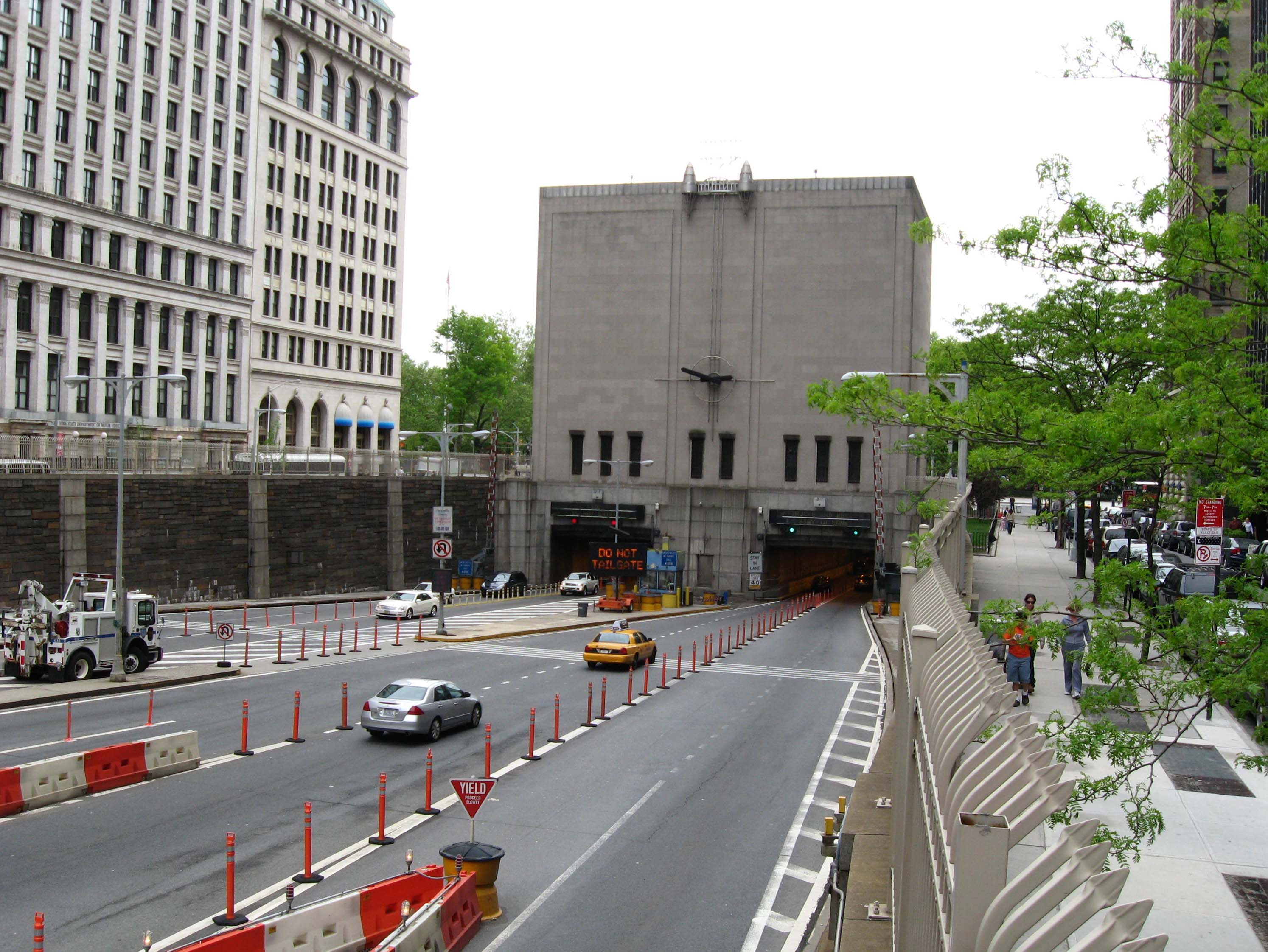
布魯克林-砲台公園隧道

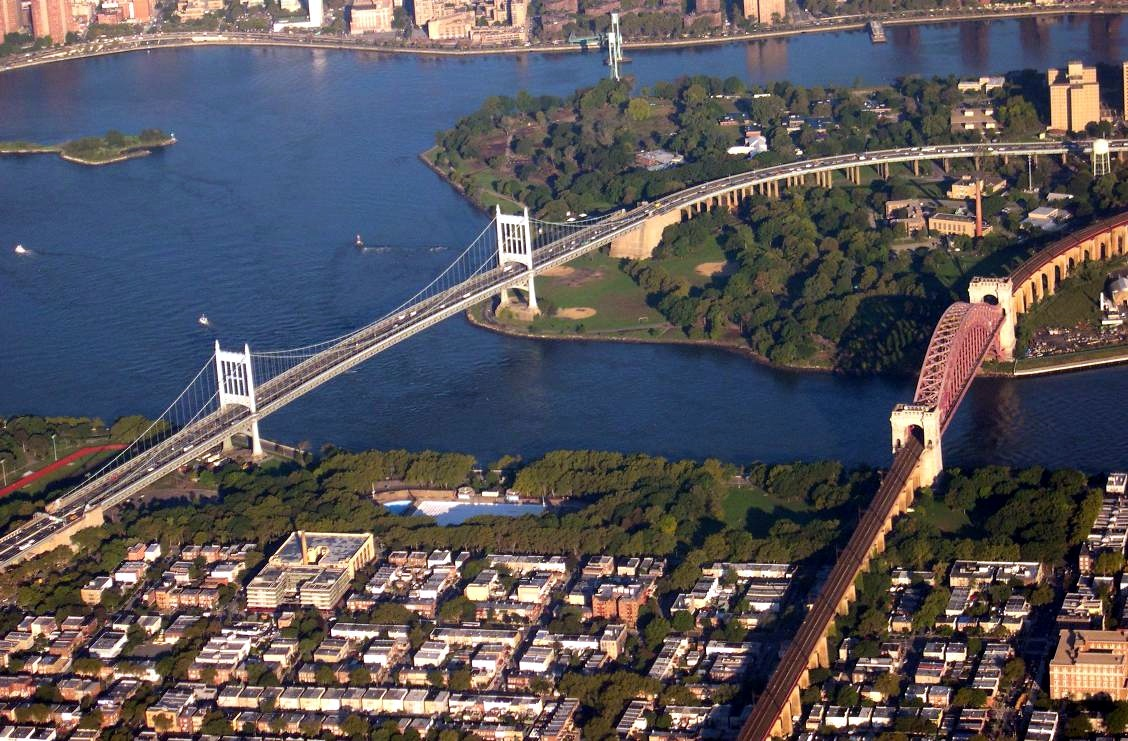
三區大橋

极为重要的一点是，摩斯是三区大桥委员会的重要成员，并且从1936年起担任主席。委员会有权建设支流道路，能依靠三区大桥的税收维持自身发展，并开始新的工程。即使是时任总统罗斯福也没能将摩斯从这个大权在握的位置上赶下来，尽管委员会的第一个工程就花掉了联邦资金的44,000,000美元。三区大桥委员会以惊人的效率和最高的设计标准建设了布朗克斯-白石大桥与窄颈大桥，充分展现了摩斯对大胆工程的极大热情。

### 公共建筑
二战结束时摩斯成为纽约在公园、桥梁、道路建设方面最具权威的人士，几任市长几乎同意他的所有提议。1946年被时任州长称为“纽约城建设协调员”，还掌管了公共住房和城市更新政策。

### 城市更新
20世纪中期，随着工厂和制造业不断迁离纽约，纽约市的人口开始减少，开始显现出都市衰退的迹象。“我们在正在重建的纽约，而不是解散它或者放弃它。”摩斯认为自己在执行救援任务，拯救纽约于荒废、疏散和衰落之中。他的目标是使城市基础设施实现现代化，向公众提供大量的娱乐设施，去除阻碍城市发展的因素，让城市更加适应中产阶级的生活。摩斯对于纽约城市发展的影响是其他任何人难以比拟的
。
20世纪中期，随着工厂和制造业不断迁离纽约，纽约市的人口开始减少。摩斯着手为纽约设计标志性建筑来帮助确保其政治、经济、文化中心的地位，并且推动了纽约在后工业时代城市功能的转变。联合国大厦和林肯中心是摩斯“拯救纽约”策略的关键，联合国大厦的设立使纽约成为了世界的中心，林肯中心则凸显了它文化方面的重要性。为了这两个项目，摩斯不仅在工程选址、筹集资金、具体施工等方面亲力亲为，还要与复杂的政治力量斡旋。他使得纽约的城市地位得到了巩固和提升。

## 死亡
摩斯因心脏病于1981年7月29号逝于紐約州西艾斯利普好撒馬利亞人醫院醫療中心，享年92岁。当天纽约时报发表文章，悼念这位伟大建筑师的离去。

## 评价
摩斯对纽约的城市面貌的影响延续至今。尤其体现在基础设施的建设上。比如在纽约massena以及长岛的两个国家公园、长岛的长堤，以及Lewiston的水电站。
在大萧条期间，他利用公共事业振兴署提供的资源，成功地建造了一系列公园。8万失业人员的就业问题因公园的建造而得以解决。因为摩斯的缘故，1934年到1960年间，公园的面积更是进一步增加到34673平方米。相比其他建筑家的华而不实，摩斯的建筑风格简洁而实用。然而长久以来，人们视这些基础设施为理所当然，根本没有体会到摩斯在这些建筑中所倾注的心血。
摩斯的桥更是备受争议。有的人认为，他的桥体现了一种歧视心理。比如，摩斯在长岛建造了204个桥，但他们认为这些桥根本无法承载庞大的大眾運輸系統。而中下层人民却是大眾運輸系统的主要用戶。然而有的人反对这种观点。他们认为，长岛的基础设施统已经很发达了，而摩斯对此功不可没。比如长岛快线，就是摩斯一手修建的。
近年来，人们对摩斯的重要性有了重新的认识。纽约的一个历史学家认为，纽约城的迅速复兴与完善的基础设施不无关系。而摩斯在这些基础设施的建造中贡献颇丰，可以说，摩斯创造了一个新的建筑时代。